# Финал четырёх Евролиги 2011
15 июля 2010 года президент Евролиги Жорди Бертомеу объявил, что Финал четырёх розыгрыша чемпионата Евролиги по баскетболу среди клубных мужских команд в сезоне 2010/11 состоится в Барселоне (Испания) в период с 6 мая по 8 мая 2011 года на Олимпийской арене Сан Жорди. Для Барселоны это был третий Финал четырёх Евролиги (ранее в 1998 и 2003 годах). В финальном матче встретились «Панатинаикос» и «Маккаби». Греческий клуб выиграл у «Сиены», а команда из Израиля победила «Реал». Чемпионом турнира стал греческий клуб БК «Панатинаикос» (6 титул), а MVP Финала четырёх был признан Димитрис Диамантидис.

## Место проведения
Первоначально Финал четырёх розыгрыша чемпионата Евролиги по баскетболу среди клубных мужских команд в сезоне 2010/11 должен был пройти c 28 апреля по 1 мая в Турине (Италия) на Олимпийской арене Паласпорт Олимпико (итал. Torino Palasport Olimpico). 16 февраля 2010 года УЛЕБ объявила, что в 2011 году Финал четырёх пройдет в итальянском городе Турине. Как сообщает агентство Евролиги, место проведения Паласпорт Олимпико, где будет проходить полуфиналы и финал европейского кубка с 28 апреля по 1 мая. Таким образом, Турин мог отпраздновать 150-летие объединения Италии и стать третьим итальянским городом, который принял Финал четырёх (Рим в 1997 году и Болонья в 2002 году).
Планировалось, что Финал четырёх пройдёт на Олимпийской арене Паласпорт Олимпико, которая открылась 13 декабря 2005 года, построена по проекту японского архитектора Арата Исодзаки специально к открытию Олимпийских игр в Турине. Это «универсальная» арена с большими функциональными возможностями: площадь 34 000 м2, вмещает 16 600 зрителей, возможно проводить соревнования и по другим видам спорта (лёгкая атлетика, хоккей, бокс, гандбол и т. д.) культурные и социальные мероприятия, такие как концерты, конференции, выставки и ярмарки.
Основные мероприятия, прошедшие в Паласпорт Олимпико:
- Турнир по хоккею с шайбой на XX зимних Олимпийских играх в феврале 2006 года.
- Открытие XXIII Зимней Универсиады в январе 2007 года.
- XXIV чемпионат Европы по художественной гимнастике в июне 2008 года.
- Финал восьми Кубка Европы УЛЕБ в апреле 2008 и 2009 годах.

Однако 12 июля 2010 года стало известно совместное решение властей итальянской провинции Пьемонт и руководства Евролиги о том, что Финал четырёх не состоится в Турине. 15 июля 2010 года президент Евролиги Жорди Бертомеу объявил, что Финал четырёх розыгрыша чемпионата Евролиги по баскетболу среди клубных мужских команд в сезоне 2010/11 состоится в Барселоне (Испания) в период с 6 мая по 8 мая 2011 года на Олимпийской арене Сан Жорди. Для Барселоны это будет третий Финал четырёх Евролиги (ранее в 1998 и 2003 годах).
Финал четырёх прошёл на Олимпийской арене Сан Жорди, которая была открыта в 1990 году. Она построена по проекту японского архитектора Арата Исодзаки. Это «универсальная» арена с большими функциональными возможностями: на баскетбол может приходить до 17 тысяч человек; на гандбол — до 16,5 тысяч человек; на соревнования по лёгкой атлетики — до 11 тысяч человек; концерты — до 24 тысяч человек.
Основные спортивные мероприятия, прошедшие в Сан Жорди:
- Спортивная гимнастика на летних Олимпийских играх 1992 года
- Финал Олимпийского волейбольного турнира 1992 года
- Финал Олимпийского гандбольного турнира 1992 года
- Финал Кубка Дэвиса 2000 года
- Финал Кубка Дэвиса 2009 года
- Чемпионат мира по водным видам спорта 2003 года

## Результаты
|  | 1/2 финала 6 мая  | 1/2 финала 6 мая  |              |    | Финал 8 мая | Финал 8 мая |
|  |                   |                   |              |    |             |             |
|  | 6 мая             |                   |              |    |             |             |
|  |                   |                   |              |    |             |             |
|  | Панатинаикос      | 77                |              |    |             |             |
|  | Панатинаикос      | 77                | 8 мая        |    |             |             |
|  | Сиена             | 69                |              |    |             |             |
|  | Сиена             | 69                | Панатинаикос | 78 |             |             |
|  | 6 мая             |                   | Панатинаикос | 78 |             |             |
|  |                   | Маккаби Тель-Авив | 70           |    |             |             |
|  | Маккаби Тель-Авив | Маккаби Тель-Авив | 70           | 82 |             |             |
|  | Маккаби Тель-Авив |                   |              | 82 |             |             |
|  | Реал              | 63                |              |    |             |             |
|  | Реал              | 63                | 3-е место    |    |             |             |
|  |                   |                   |              |    |             |             |
|  | 8 мая             |                   |              |    |             |             |
|  |                   |                   |              |    |             |             |
|  | Сиена             | 80                |              |    |             |             |
|  | Сиена             | 80                |              |    |             |             |
|  | Реал              | 62                |              |    |             |             |

### Полуфинал 1
Панатинаикос за счёт победы во второй и третьей четвертях выиграл матч у Сиены.
| 6 мая 2011 года 18:00 UTC+2 | Отчёт | Панатинаикос                                     | 77 : 69  | Сиена                                                       | Сан Жорди Барселона Зрителей: 16008 Судьи: Хуан Карлос Митьяна; Гжегож Земблицки ; Роберт Лоттермозер |
| 6 мая 2011 года 18:00 UTC+2 | Отчёт | 17 : 21, 23 : 15, 16 : 11, 21 : 22               |          |                                                             | Сан Жорди Барселона Зрителей: 16008 Судьи: Хуан Карлос Митьяна; Гжегож Земблицки ; Роберт Лоттермозер |
| 6 мая 2011 года 18:00 UTC+2 | Отчёт | Ник Калатес 17, Майк Батист 16, Антонис Фоцис 14 | Очки     | Римантас Каукенас 13, Малик Хейрстон 12, Милован Ракович 10 | Сан Жорди Барселона Зрителей: 16008 Судьи: Хуан Карлос Митьяна; Гжегож Земблицки ; Роберт Лоттермозер |
| 6 мая 2011 года 18:00 UTC+2 | Отчёт | Майк Батист 7, Ник Калатес 6                     | Подборы  | Шон Стоунрук 14, трое игроков по 4                          | Сан Жорди Барселона Зрителей: 16008 Судьи: Хуан Карлос Митьяна; Гжегож Земблицки ; Роберт Лоттермозер |
| 6 мая 2011 года 18:00 UTC+2 | Отчёт | Димитрис Диамантидис 9, трое игроков по 2        | Передачи | Бо Маккалеб 4 ,Шон Стоунрук 3                               | Сан Жорди Барселона Зрителей: 16008 Судьи: Хуан Карлос Митьяна; Гжегож Земблицки ; Роберт Лоттермозер |

### Полуфинал 2
«Маккаби», выиграв каждую четверть, предопределил результат матча с «Реалом».
| 6 мая 2011 года 21:00 UTC+2 | Отчёт | Маккаби Тель-Авив                                    | 82 : 63  | Реал                                 | Сан Жорди Барселона Зрителей: 16008 Судьи: Луиджи Ламоника ; Христос Христодулу ; Зоран Сутулович |
| 6 мая 2011 года 21:00 UTC+2 | Отчёт | 14:12, 18:17, 23:18, 27:16                           |          |                                      | Сан Жорди Барселона Зрителей: 16008 Судьи: Луиджи Ламоника ; Христос Христодулу ; Зоран Сутулович |
| 6 мая 2011 года 21:00 UTC+2 | Отчёт | Чак Эйдсон 19, Софоклис Схорцанитис 16, Гай Пнини 14 | Очки     | Анте Томич 17, Фелипе Рейес 15       | Сан Жорди Барселона Зрителей: 16008 Судьи: Луиджи Ламоника ; Христос Христодулу ; Зоран Сутулович |
| 6 мая 2011 года 21:00 UTC+2 | Отчёт | Чак Эйдсон 8, Ричард Хендрикс 6                      | Подборы  | Фелипе Рейес 14, Анте Томич 6        | Сан Жорди Барселона Зрителей: 16008 Судьи: Луиджи Ламоника ; Христос Христодулу ; Зоран Сутулович |
| 6 мая 2011 года 21:00 UTC+2 | Отчёт | Джереми Парго 7, Тал Бурштейн 3                      | Передачи | Пабло Приджиони и Карлос Суарес по 3 | Сан Жорди Барселона Зрителей: 16008 Судьи: Луиджи Ламоника ; Христос Христодулу ; Зоран Сутулович |

### Матч за 3-е место
Сиена, победив в трёх четвертях из четырёх, выиграла матч у Реала.
| 8 мая 2011 года 13:30 UTC+2 | Отчёт | Сиена                                                    | 80:62    | Реал                                            | Сан Жорди Барселона Зрителей: 13000 Судьи: Христос Христодулу ; Матей Болтаузер ; Эдди Виатор |
| 8 мая 2011 года 13:30 UTC+2 | Отчёт | 19:11, 17:21, 21:13, 23:17                               |          |                                                 | Сан Жорди Барселона Зрителей: 13000 Судьи: Христос Христодулу ; Матей Болтаузер ; Эдди Виатор |
| 8 мая 2011 года 13:30 UTC+2 | Отчёт | Кшиштоф Лавринович 17, Дэвид Мосс 11, Бо Маккалеб 10     | Очки     | Серхио Льюль 23, Фелипе Рейес и Анте Томич по 8 | Сан Жорди Барселона Зрителей: 13000 Судьи: Христос Христодулу ; Матей Болтаузер ; Эдди Виатор |
| 8 мая 2011 года 13:30 UTC+2 | Отчёт | Милован Ракович 11, Кшиштоф Лавринович и Марко Ярич по 5 | Подборы  | Анте Томич 7, Никола Миротич 6, Карлос Суарес 5 | Сан Жорди Барселона Зрителей: 13000 Судьи: Христос Христодулу ; Матей Болтаузер ; Эдди Виатор |
| 8 мая 2011 года 13:30 UTC+2 | Отчёт | Кшиштоф Лавринович 4, Дэвид Мосс по 2                    | Передачи | Пабло Приджиони 5, трое игроков по 2            | Сан Жорди Барселона Зрителей: 13000 Судьи: Христос Христодулу ; Матей Болтаузер ; Эдди Виатор |

### Финал
«Панатинаикос» за счёт победы в первой и третьей четвертях выиграл матч у «Маккаби».
| 8 мая 2011 года 16:30 UTC+2 | Отчёт | Панатинаикос                                                           | 78:70    | Маккаби Тель-Авив                                              | Сан Жорди Барселона Зрителей: 15786 Судьи: Хуан Карлос Митьяна ; Роберт Лоттермозер ; Луиджи Ламоника |
| 8 мая 2011 года 16:30 UTC+2 | Отчёт | 22:15, 11:15, 21:13, 24:27                                             |          |                                                                | Сан Жорди Барселона Зрителей: 15786 Судьи: Хуан Карлос Митьяна ; Роберт Лоттермозер ; Луиджи Ламоника |
| 8 мая 2011 года 16:30 UTC+2 | Отчёт | Майк Батист 18, Димитрис Диамантидис 16, Дрю Николас 14, Ромен Сато 13 | Очки     | Чак Эйдсон 17, Дэвид Блю 14, Джереми Парго и Лиор Элияху по 12 | Сан Жорди Барселона Зрителей: 15786 Судьи: Хуан Карлос Митьяна ; Роберт Лоттермозер ; Луиджи Ламоника |
| 8 мая 2011 года 16:30 UTC+2 | Отчёт | Антонис Фоцис и по Ромен Сато 7, Майк Батист 6, Димитрис Диамантидис 5 | Подборы  | Чак Эйдсон 7, Джереми Парго, Лиор Элияху и Гай Пнини по 5      | Сан Жорди Барселона Зрителей: 15786 Судьи: Хуан Карлос Митьяна ; Роберт Лоттермозер ; Луиджи Ламоника |
| 8 мая 2011 года 16:30 UTC+2 | Отчёт | Димитрис Диамантидис 9, Ник Калатес 6                                  | Передачи | Джереми Парго 9, Софоклис Схорцанитис 3                        | Сан Жорди Барселона Зрителей: 15786 Судьи: Хуан Карлос Митьяна ; Роберт Лоттермозер ; Луиджи Ламоника |

| Победитель Евролиги 2010/11       |
| --------------------------------- |
| Панатинаикос 6-й титул            |
| MVP Финала четырёх                |
| Димитрис Диамантидис Панатинаикос |

## Состав команд-участниц Финала четырёх
| 1 | 2 | 3 | 4 |
| Панатинаикос | Маккаби Тель-Авив | Сиена | Реал |
| 5 Миленко Тепич 6 Алекс Марич 7 Стратос Перпероглу 8 Майк Батист 9 Антонис Фоцис 10 Ромен Сато 11 Дрю Николас 12 Костас Царцарис 13 Димитрис Диамантидис 14 Ян Вуюкас 15 Ник Калатес 18 Костас Каймакоглу Тренер Желько Обрадович | 4 Джереми Парго 5 Ричард Хендрикс 6 Деррик Шарп 7 Дэвид Блю 8 Лиор Элияху 10 Гай Пнини 11 Тал Бурштейн 12 Шон Лабановски 13 Чак Эйдсон 14 Милан Мачван 21 Софоклис Схорцанитис Тренер Дэвид Блатт | 4 Бо Маккалеб 6 Никос Зисис 7 Малик Хейрстон 9 Марко Карраретто 11 Милован Ракович 12 Кшиштоф Лавринович 13 Римантас Каукенас 14 Томас Ресс 15 Андреа Микелори 19 Марко Ярич 20 Шон Стоунрук 21 Пьетро Арадори 34 Дэвид Мосс Тренер Симоне Пьяниджани | 4 Анте Томич 5 Пабло Приджиони 8 Карлос Суарес 9 Фелипе Рейес 12 Никола Миротич 13 Серхио Родригес 14 Новица Величкович 16 Мирза Бегич 20 Серхи Видаль 21 Дъор Фишер 23 Серхио Льюль 24 Клэй Такер Тренер Эмануэле Молин |

## Статистика Финала четырёх

### Очки
| Номер | Имя           | Команда           | Число игр | Количество очков | Очков в среднем за игру |
| ----- | ------------- | ----------------- | --------- | ---------------- | ----------------------- |
| 1     | Чак Эйдсон    | Маккаби Тель-Авив | 2         | 36               | 18                      |
| 2     | Майк Батист   | Панатинаикос      | 2         | 34               | 17                      |
| 3     | Серхио Льюль  | Реал              | 2         | 32               | 16                      |
| 4     | Анте Томич    | Реал              | 2         | 25               | 12,5                    |
| 5     | Джереми Парго | Маккаби Тель-Авив | 2         | 25               | 12,5                    |

### Подборы
| Номер | Имя             | Команда           | Число игр | Количество подборов | Подборов в среднем за игру |
| ----- | --------------- | ----------------- | --------- | ------------------- | -------------------------- |
| 1     | Шон Стоунрук    | Сиена             | 1         | 14                  | 14                         |
| 2     | Фелипе Рейес    | Реал              | 2         | 17                  | 8,5                        |
| 3     | Милован Ракович | Сиена             | 2         | 15                  | 7,5                        |
| 4     | Чак Эйдсон      | Маккаби Тель-Авив | 2         | 15                  | 7,5                        |
| 5     | Анте Томич      | Реал              | 2         | 13                  | 6,5                        |

### Передачи
| Номер | Имя                  | Команда           | Число игр | Количество передач | Передачи в среднем за игру |
| ----- | -------------------- | ----------------- | --------- | ------------------ | -------------------------- |
| 1     | Димитрис Диамантидис | Панатинаикос      | 2         | 18                 | 9                          |
| 2     | Джереми Парго        | Маккаби Тель-Авив | 2         | 16                 | 8                          |
| 3     | Ник Калатес          | Панатинаикос      | 2         | 8                  | 4                          |
| 4     | Пабло Приджиони      | Реал              | 2         | 8                  | 4                          |
| 5     | Шон Стоунрук         | Сиена             | 1         | 3                  | 3                          |